# Antipsychotique
Neuroleptique
Les antipsychotiques (qui luttent contre les symptômes productifs des épisodes psychotiques), anciennement appelés neuroleptiques (du grec neuron, « nerf » et leptos, « qui affaiblit »), ou tranquillisants majeurs, sont des médicaments psychotropes de la classe des psycholeptiques. Ils sont utilisés pour traiter les troubles psychotiques, les troubles de l'humeur résistants ou avec des symptômes psychotiques, les états d'agitation sévère avec agressivité, les troubles du comportement et le syndrome de Gilles de la Tourette,,,,.
Hors de leurs autorisations initiales, on les voit prescrits (et mésusés) dans le traitement du trouble obsessionnel compulsif résistant, de l'anxiété sévère résistante, de l'insomnie sévère ou dans le syndrome de stress post-traumatique car ils possèdent, pour la plupart, des effets anxiolytiques et sédatifs puissants,,,,,,,,,.
Dans le traitement des troubles et des affections psychiatriques comportant des symptômes productifs (avec notamment des hallucinations, un délire et une agitation psychomotrice), incluant la schizophrénie et le trouble du spectre bipolaire de type I, on admet généralement que ces symptômes productifs vont mieux répondre aux antipsychotiques que les symptômes déficitaires (anhédonie, émoussement affectif, alogie, aboulie, retrait social, pauvreté du discours, apragmatisme, réduction des expressions émotionnelles et apathie) et que les symptômes cognitifs (problèmes de concentration, troubles de la mémoire,...),.
Une première génération d'antipsychotiques, connus primairement sous le nom de « neuroleptiques » a été découverte en 1951 par Henri Laborit, lors de la découverte de la chlorpromazine (commercialisée en France sous le nom Largactil). La plupart des antipsychotiques de seconde génération ont été développés plus récemment, dans les années 1990, sauf la clozapine (Leponex) qui a été découverte en 1950 et testée en clinique dès 1970. Ces deux classes ont des profils d'effets indésirables différents,.
Ces médicaments agissent au niveau de la transmission synaptique : 
- Les antipsychotiques de première génération vont majoritairement être antagonistes (ou « bloqueurs ») des récepteurs dopaminergiques de type D2.
- Les antipsychotiques de seconde génération vont le plus souvent être antagonistes des récepteurs D2 mais aussi des récepteurs sérotoninergiques 5-HT2A (avec comme exception l'amisulpride (Solian)).
- Les antipsychotiques de troisième génération vont, au lieu de bloquer complètement les récepteurs dopaminergiques D2, moduler leur activité : on parle d'agonistes-D2 partiels.

Leur mécanisme d'action ne s'arrête pas aux récepteurs sérotoninergiques et dopaminergiques : chaque antipsychotique va agir différemment des autres et peut également avoir des actions sur les récepteurs adrénergiques, cholinergiques (muscariniques) et histaminergiques, ainsi que, pour certains des plus récents, des actions sur les transporteurs monoaminergiques intrasynaptiques, et donc sur la recapture de ces neurotransmetteurs. Ils peuvent aussi affecter le système glutamatergique,. Cet élargissement de leur action peut être bénéfique, en améliorant certains symptômes, mais peut être à l'origine d'effets indésirables.
On peut, par souci de précision, désigner une molécule par rapport à son mécanisme d'action principal, par exemple « D2 et 5-HT2A-antagoniste » ou « D2 et D3-antagoniste », pour tenir compte de l'hétérogénéité des mécanismes d'action des antipsychotiques.
La recherche scientifique actuelle vise principalement à diminuer leurs effets indésirables et à leur donner des propriétés leur permettant d'améliorer les symptômes déficitaires, thymiques (liés à l'humeur) et cognitifs,,,.

## Terminologie
La différence d'usage entre les termes « antipsychotique » et « neuroleptique » recouvre à la fois une dimension historique, linguistique mais aussi théorique. Historiquement, le terme « neuroleptique » est apparu sous la plume des deux médecins français Jean Delay et Pierre Deniker découvreurs des effets antipsychotiques de la chlorpromazine. Le premier usage de ce terme daterait d'une publication de 1955. Le mot tire son origine des radicaux « neuro- » (qui a trait aux nerfs, nerveux) et « -leptique » (qui affecte en calmant, dérivé du grec « saisir »).
Le terme « antipsychotique » tient son nom de l'action régulatrice sur les symptômes psychotiques qu'ont les médicaments de cette classe.

## Indications et usages

### Troubles psychotiques dont la schizophrénie
La principale indication des antipsychotiques est de diminuer la fréquence et l'intensité des symptômes positifs (hallucinations, délires…) de la schizophrénie. Ces traitements ne sont pas curatifs, ils sont symptomatiques : ils n'agissent pas sur la cause de la pathologie mais sur ses conséquences. Dès lors, l'arrêt du traitement, surtout s'il est abrupt, entraîne la réapparition des symptômes, et une possibilité de l'apparition de nouveaux symptômes, dus au syndrome de sevrage, selon la durée et l'intensité du traitement.

#### Efficacité
Tous les antipsychotiques sont d'efficacité équivalente, seuls changent les effets indésirables. Seule la clozapine semble avoir une efficacité supérieure, surtout dans le traitement de la schizophrénie résistante,. Elle est recommandée en cas d'échec de deux traitements antipsychotiques bien conduits (à une posologie suffisante, pendant une durée suffisante, et avec une observance correcte), la rendant un traitement de seconde intention dans ses autorisations de mise sur le marché,.
À court terme (1-12 mois), les antipsychotiques sont efficaces pour réduire les symptômes de la schizophrénie chez 70 % des patients environ : les 30 % restants ne répondent pas ou peu aux antipsychotiques.
À moyen terme (12-24 mois), l'efficacité des antipsychotiques diminue à cause de la neuroadaptation,. Selon certaines études, les antipsychotiques restent efficaces à moyen terme,, selon d'autres, le taux de rechute des patients dans un épisode psychotique est plus élevé avec les antipsychotiques,,,.
À long terme (au-delà de 2 ans), peu d’études ont été réalisées. La première étude (non-randomisée) montre un taux de rétablissement nettement supérieur chez les patients ayant arrêté les antipsychotiques par rapport à ceux ayant continué (40 % contre 12,5 % après sept ans et demi, 40 % contre 5 % après quinze ans),. La deuxième étude (randomisée) montre un taux de rétablissement sensiblement supérieur chez les patients ayant suivi un protocole de sevrage progressif par rapport à ceux ayant poursuivi le traitement en continu (40 % contre 18 % après sept ans).
En 2015, une revue systématique de la littérature scientifique arrive à la conclusion qu'il n'existe pas de preuve d'efficacité des antipsychotiques au-delà de deux ans, par rapport à l'absence de traitement, mais pas de preuve d'aggravation du pronostic non plus. Des études plus récentes sont cependant plus optimistes et il semble que les antipsychotiques gardent leurs efficacités pour certains patients schizophrènes (environ 20%), bien qu'il s'agisse d'une minorité des patients traités par antipsychotique,,. Les antipsychotiques restent le moyen le plus efficace de prévenir une rechute disponible dans l'arsenal thérapeutique.

### Troubles du spectre bipolaire
Les antipsychotiques sont utilisés dans le traitement des troubles bipolaires, notamment dans les formes délirantes ou à polarité maniaque majoritaire,,. Les antipsychotiques utilisés sont généralement ceux de seconde génération, notamment la quétiapine ou l'aripiprazole, le plus souvent en association avec un thymorégulateur comme le lithium ou certains antiépileptiques.

### Trouble de la personnalité borderline
Les antipsychotiques sont utilisés chez les patients souffrant de trouble de la personnalité borderline, principalement pour traiter les comorbidités psychiatriques entourant la pathologie. Les antipsychotiques sont ainsi utilisés dans cette pathologie pour diminuer entre autres l'anxiété, l’impulsivité, les comportements et idées suicidaires, les pensées paranoïdes ou l'agressivité,.
Le trouble borderline n’ayant été que très peu étudié sur le plan pharmacologique, il n’existe que peu d’études sur le traitement symptomatique de ce trouble. Cependant, il y en a eu quelques-unes sur plusieurs médicaments.
Parmi les antipsychotiques de seconde génération, la quétiapine était la plus étudiée et utilisée en clinique avec l’olanzapine ; il en ressort qu’elle diminue les comportements agressifs et hostiles, l’anxiété et la dépression.
L’olanzapine quant à elle semblait améliorer l’anxiété, la paranoïa, l’agressivité, l’impulsivité et la colère.
La rispéridone améliorerait la suspicion, l’hostilité, la dépression et le manque d’énergie.
L’aripiprazole améliorerait l’impulsivité, les symptômes psychotiques et la dépression.
Quant à la palipéridone, le métabolite actif de la rispéridone, elle semblait surtout agir sur la dissociation, la colère et l’impulsivité.
Les antipsychotiques de première génération, beaucoup moins utilisés et étudiés dans cette population ont tout de même bénéficié de quelques recherches, notamment l’halopéridol et la loxapine.
L’halopéridol semble améliorer la dysrégulation émotionnelle.
La loxapine est surtout efficace contre l’agitation en cas d’urgence.

### Épisode dépressif majeur unipolaire pharmacorésistant
Les antipsychotiques sont parfois utilisés dans les troubles dépressifs unipolaires (donc ne survenant pas dans le cadre d'un trouble du spectre bipolaire) résistants aux antidépresseurs, notamment en cas de risque de suicide. Ils sont prescrits dans cette indication à des fins de potentialisation des antidépresseurs classiques (ISRS), pour augmenter leur efficacité,,,.

### Épisode dépressif majeur avec caractéristiques psychotiques et/ou mélancoliques
Dans cette forme de dépression très sévère, des symptômes psychotiques apparaissent en plus des symptômes dépressifs. On traite ces symptômes psychotiques avec des antipsychotiques,,.

### Mésusage
Les antipsychotiques, de première, de seconde ou de troisième génération, ont été fréquemment employés de manière empirique, hors-AMM - sans que l’efficacité ou la sécurité aient été formellement évaluées -, pour calmer l’agitation, chez les patients déments agités. Or la prescription hors AMM expose à un risque accru d'effets indésirables : ce n’est par exemple que récemment, notamment avec le développement de la rispéridone et l’arrivée des antipsychotiques de seconde et de troisième génération que les études contrôlées à large échelle ont souligné l’augmentation de mortalité par les antipsychotiques dans cette population.
Ils ont été utilisés notamment chez les opposants placés en psychiatrie en URSS dans les années 1970. Les effets secondaires des antipsychotiques sont ressentis de la même façon par les personnes nécessitant ces traitements que par les personnes non concernées. Ils ont donc été utilisés contre les opposants afin de les sédater voir de dégrader leur état général.

#### Utilisation abusive sur les enfants
En 2014, aux États-Unis, un demi-million d'enfants prenait des médicaments antipsychotiques. Les enfants issus de familles à faible revenu sont quatre fois plus susceptibles de recevoir ces médicaments par rapport à ceux disposant d'une assurance privée. Les antipsychotiques sont parfois prescrits pour rendre les enfants victimes de maltraitance ou de négligence plus coopératifs. En 2008, pas moins de 19 045 enfants de moins de cinq ans ont reçu des antipsychotiques par le biais du programme Medicaid. Une étude menée dans treize États, en se basant sur des données Medicaid, a révélé que 12,4 % des enfants placés en famille d'accueil recevaient des antipsychotiques, par rapport à seulement 1,4 % des enfants éligibles à Medicaid en général. Ces médicaments ont pour effet d'atténuer l'agressivité et de rendre les enfants plus dociles, mais ils ont également des répercussions sur la motivation, le jeu, et la curiosité. En outre, ils augmentent le risque d'obésité morbide et de diabète. En 2018, il a été rapporté que l'administration américaine plaçait de manière routinière des enfants migrants sous médicaments psychotropes sans le consentement des parents et sans informer les enfants sur les médicaments.

## Pharmacologie

### Pharmacodynamique
Les antipsychotiques agissent sur les neurones, plus spécifiquement sur les récepteurs des neurotransmetteurs. Les neurotransmetteurs permettent aux neurones de communiquer. Le neurotransmetteur le plus particulièrement visé est la dopamine, les antipsychotiques inhibant tous les récepteurs dopaminergiques D2, sauf l'aripiprazole qui est un agoniste partiel de ces récepteurs.
Les antipsychotiques de seconde génération ont un profil d'effets indésirables et un mécanisme d'action différent des antipsychotiques de première génération. Ils agissent principalement par antagonisme (blocage) des récepteurs dopaminergiques D2, de façon plus sélective, ce qui permet d'éviter la plupart des symptômes extrapyramidaux causés par les antipsychotiques de première génération. Ils agissent, également, pour la plupart, sur les récepteurs sérotoninergiques 5HT2A,.
Toutefois, cette classification est un peu simpliste : en réalité, la plupart de ces molécules agissent globalement sur l'ensemble des récepteurs aux monoamines (dopamine, sérotonine, histamine, noradrénaline). Une grande partie d'entre elles (phénothiazines, clozapine, olanzapine), ont également un effet anticholinergique (action sur les récepteurs muscariniques), ce qui contribue à diminuer — ou tout du moins à masquer — leurs effets secondaires extrapyramidaux (ou pseudo-parkinsoniens).
En réduisant l'activité monoaminergique, les antipsychotiques diminuent l'intensité des émotions : peur, joie, colère, amour, désir, combativité, autres,,. Ils ralentissent le psychisme, notamment les fonctions imaginatives et intuitives (ils permettent ainsi de réduire les symptômes psychotiques et maniaques).
L'équilibre sérotonine/dopamine n'étant pas le même dans les différentes voies cérébrales, la double action des antipsychotiques de seconde génération permet d'obtenir des résultats différents dans ces différentes voies. Ainsi, par exemple, un antipsychotique de seconde génération va augmenter l'activité dopaminergique au niveau de la voie mésocorticale alors qu'il la réduira au niveau de la voie mésolimbique (contrairement aux antipsychotiques de première génération qui réduisent cette activité dans toutes les voies).

### Dose minimale efficace
Une étude a été réalisée en France afin d'identifier les doses moyennes prescrites des principaux antipsychotiques afin de comparer les posologies à celles recommandées, ainsi que d'identifier les facteurs associés à la prescription de doses élevées d'antipsychotiques. Celle-ci est longitudinale et multicentrique sur une cohorte de 1 747 patients recevant un traitement antipsychotique entre 2006 et 2009. Les résultats montrent que la dose moyenne d'antipsychotiques était de 1,9 DDD équivalent. Trois types de facteurs étaient associés à la prescription d'une forte dose : sociodémographiques, la sévérité de la maladie et la co-prescription de psychotropes. L'étude conclut sur le fait que la dose moyenne prescrite d'antipsychotiques était supérieure aux posologies préconisées par l'ensemble des recommandations et qu'en France, la prescription de doses élevées est pratique courante dans la prise en charge de la schizophrénie mais n'est pas garante d'une meilleure efficacité, et augmentent les risques d'effets secondaires possiblement mortels.

## Précautions d'emplois

### Contre-indications
La contre-indication absolue aux neuroleptiques est l'hyperthermie. Dans ces cas de fièvre, même légère (38 °C), les antipsychotiques peuvent causer un syndrome malin des neuroleptiques et entrainer le décès du patient. Lorsque ce dernier est déjà sous antipsychotiques et qu'une hyperthermie est remarquée, le traitement est immédiatement arrêté.
Les autres contre-indications relatives des antipsychotiques sont :
- syndrome du QT long ou allongement iatrogène de l'intervalle QT et du QTc ;
- une allergie à cet antipsychotique ;
- un antécédent de syndrome malin des neuroleptiques avec cet antipsychotique ;
- une pathologie neurologique évolutive notamment une maladie de Parkinson (sauf pour la clozapine).

### Effets indésirables

#### Neurologiques
- Un risque particulièrement grave mais rare de tout neuroleptique notamment est l'apparition d'un syndrome malin des neuroleptiques qui peut engager le pronostic vital. Au vu d'un taux sous-évalué de 1 %, Maxmen et Ward (1995, p. 33) estiment que 1 000 à 4 000 morts aux États-Unis résultent chaque année du syndrome malin des neuroleptiques[77]. La fréquence de ce syndrome est difficile à déterminer précisément car aucune étude détaillée n'a été entreprise. A minima, des coups de chaleur et une catalepsie sont plus fréquents sous antipsychotiques[78].
- L'akathisie : une autre variante de dyskinésie tardive (TD) est l'akathisie tardive. Elle se traite par la prescription d'une benzodiazépine ou/et d'un bêta-bloquant ou/et de bipéridène[79].
- Spasmes musculaires (dystonies)[77]. Elle se traite par la prescription de bipéridène[79].
- Certains symptômes moteurs de type parkinsonien (troubles de coordination, tremblements, mouvements involontaires du visage). Elle se traite par la prescription de bipéridène[79].
- Les neuroleptiques pourraient engendrer une diminution de la taille du cerveau s'ils sont pris longtemps[80],[81], affectant irrémédiablement les capacités cognitives des patients[82] et la mémoire.

#### Effets sur le système nerveux autonome
- Une hypotension orthostatique, sécheresse de la bouche, constipation, rétention d'urine (affection prostatique).

#### Métaboliques et endocriniens
- L'effet indésirable reconnu des antipsychotiques atypiques (olanzapine, clozapine) est l'apparition d'un syndrome métabolique (prise de poids, hypertension artérielle, diabète (qui bien évidemment est permanent, même après cessation du traitement), hypercholestérolémie)[83].
- Rares : colites ischémiques (surtout les phénothiazines, mais aussi le clozapine, l'olanzapine, la rispéridone)[84]. La prescription des neuroleptiques est formellement contre-indiquée chez les enfants.
- Impuissance sexuelle (particulièrement pour le rispéridone et le palipéridone).
- Hyperprolactinémie pouvant conduire, lors d'un traitement prolongé, à  une aménorrhée, une gynécomastie, ou une galactorrhée.
- Réduction de la sécrétion des gonadotrophines[85].

#### Psychiques
Les antipsychotiques engendrent souvent un ralentissement cognitif (troubles cognitifs, lenteur idéative…). Ils peuvent favoriser une dépression, une anhédonie (incapacité à éprouver du plaisir), notamment les antipsychotiques de première génération. Les antipsychotiques peuvent engendrer une désinhibition (aripiprazole ; dans une moindre mesure, olanzapine). Les antipsychotiques peuvent induire des dysfonctionnements familiaux graves : le patient néglige les soins affectifs et éducationnels envers sa parentèle, travaille avec difficulté. Sous antipsychotiques, les facettes de sa personnalité peuvent être modifiées (exemple, le patient peut être avare sous antipsychotiques et dépensier naturellement). Enfin, notons que les antipsychotiques peuvent avoir des effets paradoxaux (psychose de rebond).

#### Autres
- Arythmie cardiaque (risque de torsades de pointe) surtout en cas d'hypokaliémie[77].
- Photosensibilisation, notamment avec la cyamémazine.
- Agranulocytose, possiblement mortelle mais peu fréquente - avec la clozapine.

#### Hausse de la mortalité
Les antipsychotiques de première et de seconde génération sont associés avec une importante augmentation de la mortalité. L'étude DART-AD sur des patients atteints d'Alzheimer a montré qu'après trois ans 30 % des patients sous antipsychotiques sont encore en vie contre 59 % pour les patients sous placebo. Cette augmentation est aussi rencontrée dans les traitements de démence et de schizophrénie,. Elle est moins importante pour les antipsychotiques des seconde génération,. Les deux causes principales de mortalité sont la mort subite dont le risque s'estompe à l'arrêt du traitement et l'infection due à la suppression de la moelle osseuse avec compromission du système immunitaire. Le Dr David Healy, expert psychopharmacologiste, a fait remarquer que le taux de suicide, de mort et de tentatives de suicide liées au Zyprexa ayant eu lieu pendant les essais cliniques de pré-commercialisation a été « plus élevé que tout autre médicament psychotrope dans l'histoire ».

### Sevrage
Comme l'alcool, l'arrêt brutal des antipsychotiques peut provoquer des hallucinations et des bouffées délirantes, jusqu'à plusieurs mois après la fin du traitement. Ces effets secondaires ont longtemps été confondus avec une rechute dans la maladie, jusqu'à ce qu'il soit prouvé qu'un sevrage progressif réduisait drastiquement le taux de réadmission des schizophrènes dans les hôpitaux psychiatriques.
Face à la question du sevrage, le British National Formulary, équivalent britannique de l'ordre des médecins, a recommandé à ses membres qu'en cas de sevrage, celui-ci soit effectué progressivement, notamment afin d'éviter des symptômes de sevrage comme l'insomnie, les nausées, l'angoisse et ce qui est nommé dans la littérature médicale anglophone, le withdrawal psychosis (psychose de sevrage) ou supersensitivity psychosis (psychose d'hypersensibilité), attribués à une augmentation de la sensibilité des récepteurs cérébraux de dopamine, due au blocage antérieur de ces récepteurs par les antipsychotiques. Le British National Formulary recommande un sevrage progressif, même pour passer d'un traitement neuroleptique à un autre.
Cette psychose liée au sevrage a été évoquée essentiellement par des auteurs anglophones, mais quelques auteurs francophones l'évoquent, tout en réaffirmant la nécessité de ces traitements. Le psychiatre américain Peter Breggin a publié un guide afin de permettre aux patients d'arrêter leur chimiothérapie psychiatrique à long terme (souvent prescrite à vie). En Suisse, l'association «Pro Mente Sana» publie également une brochure à cette fin.
Bien que l'apport de ces traitements ne soit pas remis en cause par le corps médical, en Grande-Bretagne, certains professionnels recommandent une approche basée sur la réduction des risques, similaire à celles utilisées pour aider les personnes usagères de drogues, afin d'accompagner les personnes souhaitant arrêter de toute façon leur traitement, avec comme objectif celui de diminuer la brutalité du sevrage, y compris en termes psychologiques et neurologiques.

## Impact social de la prise d'antipsychotiques
Les antipsychotiques sont des traitements aux effets primaires et secondaires lourds, pouvant parfois handicaper les patients sujets à ces effets indésirables. Le traitement étant de plus purement symptomatique, il en résulte un très fort taux de non-adhésion au traitement, les patients ne prenant en moyenne que 58 % de leur prescription. À long terme, 50 % des schizophrènes suivis en psychiatrie cesseront de prendre, ou n'auront jamais pris d'antipsychotiques.
Cela soulève des difficultés, des conflits, et bien souvent un arrêt brutal du traitement qui conduit à une psychose de sevrage et une ré-hospitalisation d’urgence.
La prise d'antipsychotiques favorise la prise de poids. Il est reconnu que chez certains patients cette prise graduelle de poids détériore l’image de soi et peut entraîner ou aggraver les symptômes déficitaires et la dépression. Il s’agit donc d’un effet indésirable dit « clivant » car alimentant de nombreux débats parmi les personnels soignants et l’entourage des patients, dont le rôle est majeur dans la destruction de l’image de soi.
À long terme, les schizophrènes qui prennent des antipsychotiques subissent un retrait social plus prononcé que ceux qui n'en prennent pas ou plus :
Au bout de dix ans :
| Emploi                        | Avec antipsychotiques | Sans antipsychotique |
| Employé                       | 39 %                  | 63 %                 |
| Chômeur                       | 11 %                  | 25 %                 |
| Inactif, pension d’invalidité | 50 %                  | 12 %                 |
| Statut marital                |                       |                      |
| Marié ou en concubinage       | 28 %                  | 42 %                 |
| Célibataire                   | 72 %                  | 58 %                 |

(Moilanen, 2013, tableau 1).
Plusieurs autres recherches à long terme parviennent aux mêmes conclusions indépendamment,,,, y compris un essai randomisé contre placebo.

## Histoire et société

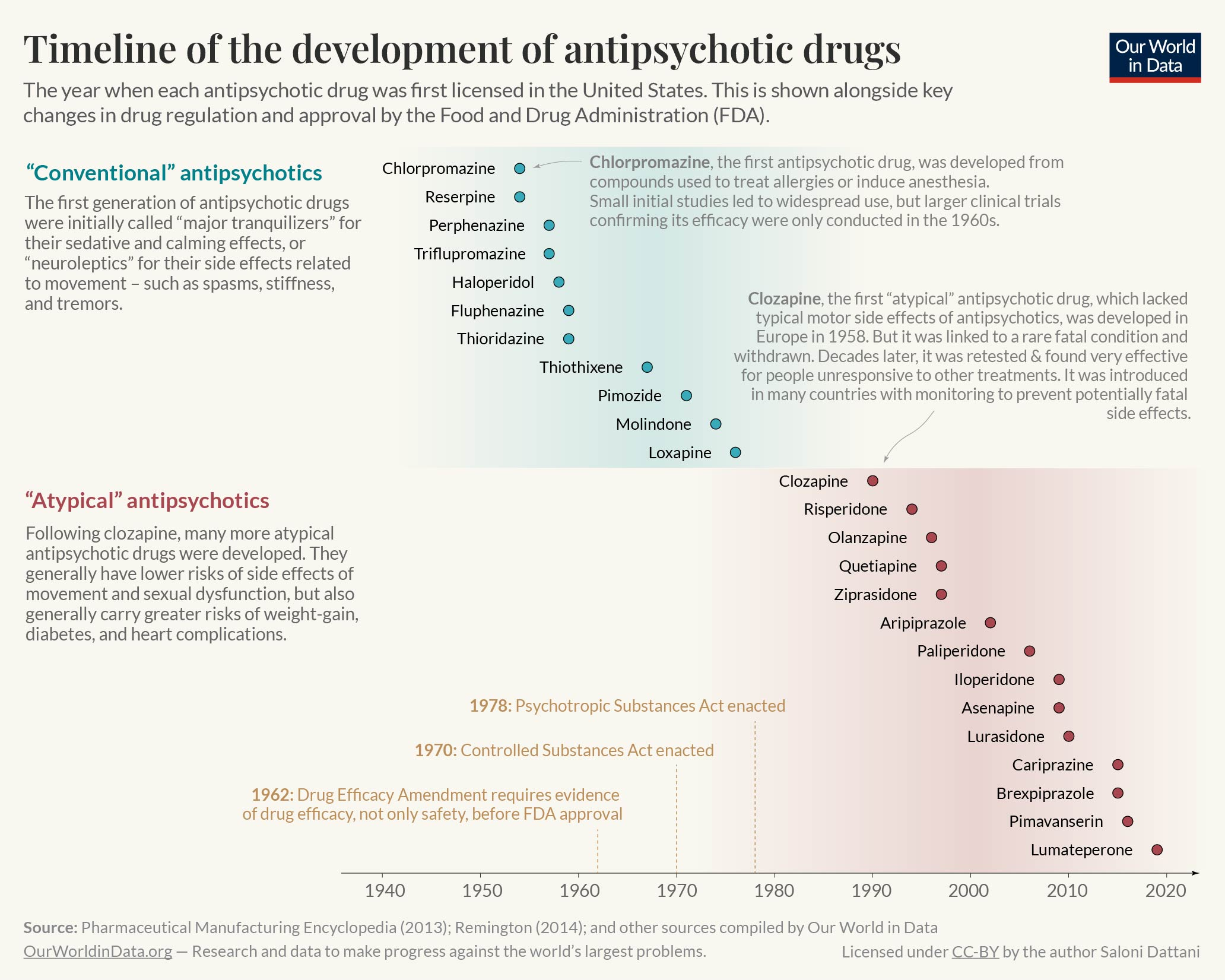
Chronologie du développement des médicaments antipsychotiques

### Découverte: les antipsychotiques de première génération
Depuis des millénaires, la médecine ayurvédique utilise la réserpine (extrait naturel de racine de plante) pour provoquer le sommeil chez les enfants, mais aussi comme traitement contre l'anxiété ou la folie. Le premier antipsychotique synthétique fut la chlorpromazine (molécule commercialisée en France sous le nom « Largactil » pour «tranquillisant à large action», et aux États-Unis sous le nom «Thorazine»), utilisée dès les années 1950. Elle fut découverte en France par Henri Laborit, qui travaillait sur l’anesthésie. Durant ses premiers travaux, il avait mis au point, avec Pierre Huguenard, un « cocktail lytique » qui, combinant trois composés aux effets narcotique (protoxyde d'azote), antalgique (péthidine) et sédatif (prométhazine, un dérivé phénothiazinique), induisait un état d’« hibernation artificielle ». Huguenard et Laborit avaient déjà noté que la prométhazine présente dans le « cocktail lytique » qu’ils utilisaient pour l’anesthésie induisait un « état d'indifférence du malade pour son environnement » (ou « ataraxie »). Ainsi, lors d'une opération de la face qui ne pouvait donc être accompagnée par une inhalation de protoxyde d'azote, ils purent observer le puissant effet d'une combinaison de péthidine et d'hydrochloride de diéthazine (un dérivé phénothiazinique, proche de la prométhazine) ; la patiente décrivit ainsi l’intervention : « Je sentais les coups de marteau et les ciseaux couper, mais comme si cela arrivait au nez d’un autre : cela m’était indifférent ».
Chez Rhône-Poulenc, le chimiste Paul Charpentier travaillait sur les propriétés anthelminthiques des dérivés phénothiaziniques (pour combattre la malaria), et c'est en décembre 1950 qu’il synthétisa la chlorpromazine. Inspirés par les observations faites par Laborit sur les phénothiazines, les pharmacologues de Rhône-Poulenc (P. Koetschet, L. Julou et S. Courvoisier) notèrent une propriété remarquable de la chlorpromazine : chez l’animal, elle induisait un état de catalepsie, sans pour autant le paralyser. Au cours des deux années qui suivirent, les effets chez l’humain de la chlorpromazine furent évalués par différents médecins français : au Val-de-Grâce, Laborit fit tester la chlorpromazine par sa collègue psychiatre Cornelia Quarti, qui lui rapporta ressentir une impression de détachement. À l’hôpital Sainte-Anne, Jean Delay, Pierre Deniker et Jean-Marie Harl, qui avaient été alertés par les travaux de Laborit sur les effets psychoactifs des antihistaminiques, découvrirent qu’en plus de produire ce détachement psychologique, la chlorpromazine réduisait les états d’excitation et d’agitation des patients ayant des troubles psychotiques.
En 1964, l'étude princeps de l'Institut national de santé mentale aux États-Unis dirigée par Jonathan Cole (en) confirma que les antipsychotiques diminuaient « beaucoup » ou « nettement » les symptômes psychotiques de la schizophrénie à court terme ; mais en 1967, contrairement à ce à quoi les chercheurs s'attendaient, cette étude a mis en évidence qu'à long terme, au-delà de trois ans, les schizophrènes qui avaient pris des antipsychotiques avaient un taux de réhospitalisation supérieur à ceux qui avaient été mis sous placebo. Le NIMH poursuit ses recherches et conclut, en 1969, dans un essai randomisé assignant aléatoirement des schizophrènes à différentes doses de antipsychotiques ou à un placebo, puis en les sevrant brutalement, que le taux de rechute est d'autant plus élevé que la dose d'antipsychotique initiale avait été grande, le plus faible taux de rechute étant atteint avec une dose nulle (groupe placebo). Cette expérience est reproduite par le NIMH dans un nouvel essai randomisé donnant en 1971 les mêmes résultats : si, au cours du traitement, « le groupe placebo avait un taux de rechute significativement plus élevé que les groupes recevant un médicament actif », pendant le sevrage : « Le taux de rechute était significativement corrélé à la dose de médicaments tranquillisants (chlorpromazine ou trifluopérazine) que les patients avaient reçu avant d'être mis sous placebo : plus élevée était la dose, plus grande était la probabilité de rechute. », le groupe placebo ayant le taux de rechute le plus bas.
Avec l'utilisation systématique des antipsychotiques, le traitement de la psychose par lobotomie a cessé, et les pratiques ont changé (diminutions de l'usage de la camisole de force, disparition des cures de Sakel, et une grande réduction de l'usage des électrochocs). Les hôpitaux psychiatriques ont pu s'ouvrir et les patients psychotiques calmés ont pu avoir accès à la psychothérapie.
« Dans les hôpitaux psychiatriques, avant les années 1960, la pharmacie ne contenait que quelques comprimés d'aspirine, deux ou trois antibiotiques et un peu de Gardénal pour les épileptiques. Les médecins des hôpitaux psychiatriques ne s'occupaient pas de la folie que l'on croyait incurable. Quand les premiers psychotropes sont apparus, les services fermés sont devenus silencieux, ce qui a constitué un immense progrès. Les familles et les soignants ont éprouvé de la gratitude pour cet apaisement. » Boris Cyrulnik, neuropsychiatre français.
L'utilisation des antipsychotiques a permis de diminuer fortement le nombre de personnes vivant dans les asiles psychiatriques. Aux États-Unis, le nombre est passé de plus de 500 000 en 1955 à moins de 100 000 en 1996.
Ils ont été utilisés contre les dissidents politiques en URSS,, ainsi qu'aux États-Unis de façon abusive pour rendre des enfants plus coopératifs.

### Antipsychotiques de deuxième génération
Les antipsychotiques de deuxième génération désignent une sous-classe pharmacologique des antipsychotiques utilisés dans le traitement médicamenteux de troubles psychiatriques. Ils sont en particulier utilisés dans le traitement de la schizophrénie, mais aussi pour d'autres types de troubles psychotiques. Le qualificatif « de deuxième génération » est utilisé pour distinguer ces médicaments des antipsychotiques « de première génération ». En tant qu'antagonistes de la dopamine, les effets indésirables des antipsychotiques de seconde génération sont à peu près les mêmes que ceux des antidépresseurs sédatifs, par exemple la prise de poids, un diabète, une hypertension artérielle.
Ils sont apparus à la fin des années 1980. En tant que classe, ils n'ont pas prouvé une efficacité supérieure que les antipsychotiques de première génération, le tout avec un coût plus élevé,. Ils présentent cependant un profil d'effet indésirable différent, notamment moins d'effets indésirables extrapyramidaux, particulièrement compliqués à prendre en charge. La clozapine a en outre démontré un intérêt dans le traitement des schizophrénies résistantes aux neuroleptiques classiques.
Le coût de leur prescription a atteint plus de sept milliards de dollars en 2000 aux États-Unis,.

### Justice et antipsychotiques
Les procès et recours collectifs (« class action ») deviennent légion à travers le monde.
Ainsi, 28 500 personnes avaient été indemnisées par Lilly en 2007 pour que cessent certaines poursuites relatives à l’olanzapine (Zyprexa).
La quétiapine a fait l'objet de recours collectifs en justice, ou class actions, de même que la rispéridone, tandis qu'en Europe la véralipride (Agréal) — un neuroleptique utilisé contre les bouffées de chaleur — a été interdit et le laboratoire poursuivi.
De nombreuses plaintes sont déposées par les États des États-Unis contre les laboratoires pharmaceutiques (Lilly, AstraZeneca, Johnson & Johnson, Pfizer, etc.) concernant « des actions alléguées de corruption ou de désinformation dans la promotion d'antipsychotiques atypiques »,.

## Principaux antipsychotiques

### Antipsychotiques de première génération
- Phénothiazines
  - À chaîne latérale aliphatique
    - Chlorpromazine (Largactil)
    - Lévomépromazine (Nozinan)
    - Cyamémazine (Tercian)

  - Pipérazinées
    - Fluphénazine (Modécate)
    - Perphénazine (Trilafon)
    - Prochlorpérazine
    - Trifluopérazine (Terfluzine)
    - Thiopropérazine (Majeptil)

  - Pipéridinées

Formule topologique de base des phénothiazines. Les molécules diffèrent entre elles par leurs chaines latérales situés en positions R^{1} et R^{2}.

    - Périciazine ou propériciazine (Neuleptil)

Formule topologique de la butyrophénone, à la base des antipsychotiques de la classe des butyrophénones.

Formule topologique de base des thioxanthènes. Les molécules diffèrent entre elles par leurs chaines latérales situés en positions R_{1} et R_{2}.

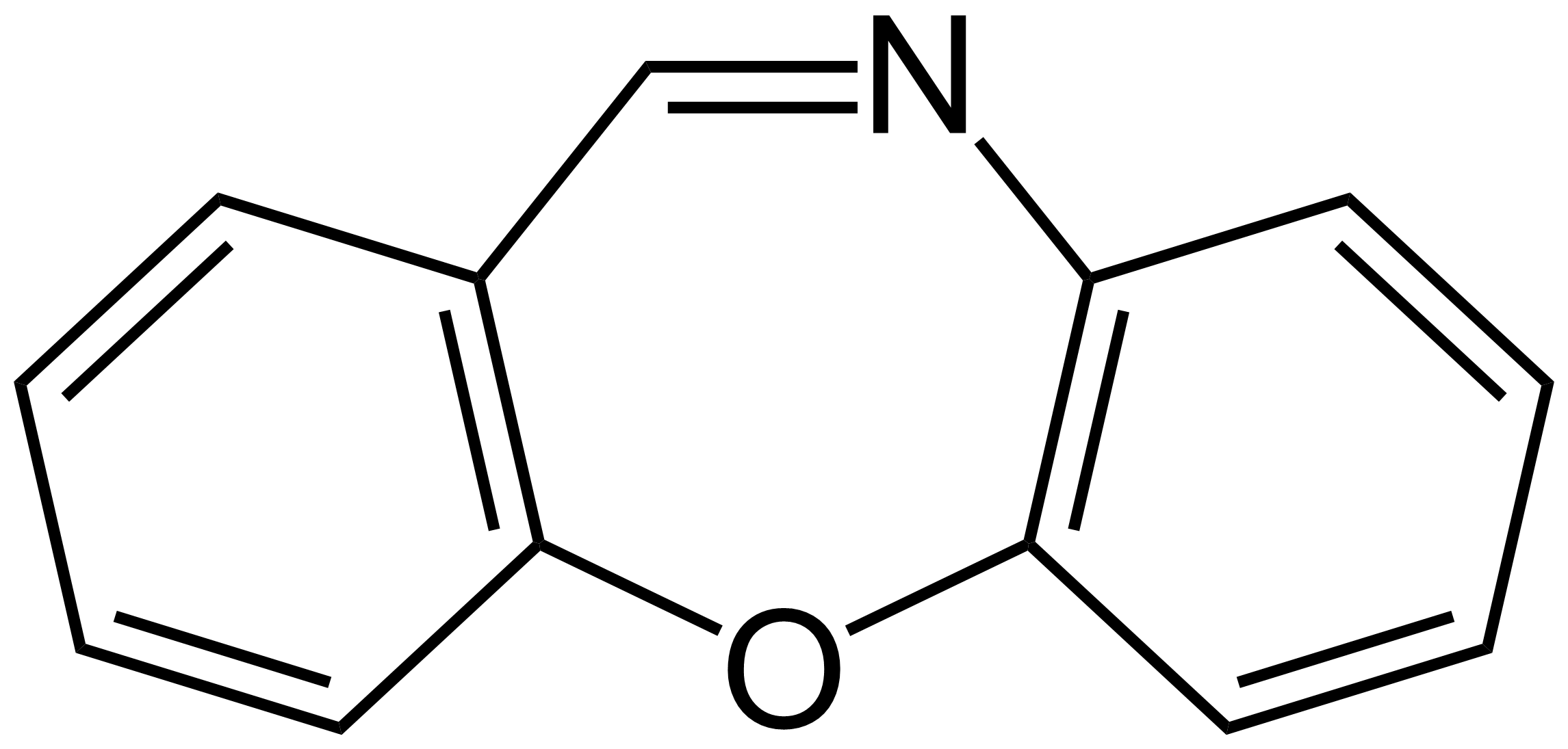
Formule topologique de la dibenzoxazépine.

Formule topologique du benzamide.

    - Thioridazine (Melleril)
    - Pipotiazine (Piportil)

- Butyrophénones
  - Halopéridol (Haldol)
  - Pipampérone (Dipiperon)
  - Dropéridol (Droleptan)

- Thioxanthènes
  - Flupentixol (Fluanxol)
  - Clopenthixol
  - Chlorprothixène
  - Zuclopenthixol (Clopixol)
- Diphénylbutylpipéridines
  - Pimozide (Orap)
  - Penfluridol (Semap)

- Dibenzoxazépines
  - Loxapine (Loxapac)

- Benzamides
  - Sulpiride (Dogmatil)
  - Sultopride (Barnétil)
  - Tiapride (Tiapridal)

### Antipsychotiques de seconde génération
- Butyrophénones
  - Lumatépérone (Caplyta)

- Indoles
  - Sertindole (Serdolect)
  - Ziprasidone (Geodon)

Formule topologique de l'indole.

  - Lurasidone (Latuda), non commercialisé en France malgré une AMM dans le traitement de la schizophrénie déposée à l'HAS en 2014[132].
- Diazépines, oxazépines, thiazépines et oxépines
  - Clozapine (Leponex)
  - Olanzapine (Zyprexa)
  - Quétiapine (Xéroquel, Seroquel)
  - Asénapine (Sycrest)
- Benzamides
  - Amisulpride (Solian)
- Autres antipsychotiques
  - Rispéridone (Risperdal)
  - Palipéridone (Xeplion, Trevicta)
  - Ilopéridone (Fanapt)

### Antipsychotiques de troisième génération
- Aripiprazole (Abilify)
- Brexpiprazole (Rexulti)
- Cariprazine (Vraylar)

### Antipsychotiques «cachés»  (médicaments ayant une actionantagonistedesrécepteurs dopaminergiques)
- Antinauséeux
  - Métoclopramide (Primpéran, Migpriv, Prokinyl LP)
  - Métopimazine (Vogalène)
- Hypnotiques (antihistaminiques possédant des propriétés antidopaminergiques)
  - Acépromazine en association avec l'acéprométazine (Noctran)
  - Acépromazine seule (Mépronizine)
  - Alimémazine (Théralène)
  - Prométhazine (Phénergan)
- Traitement non hormonal des bouffées de chaleur
  - Véralipride (Agréal)
- Problèmes neuropsychiatriques
  - Cinnarizine (Sureptil)[133]

### Ouvrages
- Jean-Noël Missa: Naissance de la psychiatrie biologique, PUF, 2006  (ISBN 2-13-055114-9) ;
- Jean-Pierre Olié, Daniel Ginestet, G. Jollès, Henri Lôo (sous la dir. de), Histoire d'une découverte en psychiatrie. 40 ans de chimiothérapie neuroleptique, Doin, 1992 ;
- Peter R. Breggin et David Cohen, Your drug may be your problem. Comment et pourquoi arrêter les drogues psychiatriques, Da Capo Press, Juillet 2000 ;
- David Cohen et Suzanne Cailloux-Cohen, AGIDD-SMQ, Guide critique des médicaments de l'âme, Les éditions de L'Homme, 1996 ;
- Blog d'un chercheur sur les antipsychotiques ;
- Psychopharmacologie essentielle : bases neuroscientifiques et applications pratiques, Stahl

#### Histoire des neuroleptiques
- Les neuroleptiques. Chronologie d'une découverte, site Histoire de la psychiatrie en France
- Robert Whitaker (2003), L’affaire des médicaments neuroleptiques : 50 ans d’observations à faire plus de mal que de bien, Medical Hypotheses (2004), 62, 5–13 (Robert Whitaker est un historien des sciences faisant partie du mouvement antipsychiatrique)